# Calcinato
Calcinato är en ort och kommun i provinsen Brescia i regionen Lombardiet i Italien. Kommunen hade 12 993 invånare (2018).